# Haemanthus coccineus
Гемантус шарлаховий (Haemanthus coccineus) — вид рослини родини амарилісові.

## Назва
Назва роду походить від латинських слів кров haima та квітка anthos. В англійській мові має назву «Кривава лілія» (англ. blood lily). Рослина має варіантивність форм, які були описані як різні види.

## Будова
Багаторічник з підземною цибулиною. Квіти з'являються до листя.

## Поширення та середовище існування
Зростає у Південній Африці та Намібії на узбережжі та кам'янистих схилах.

## Галерея

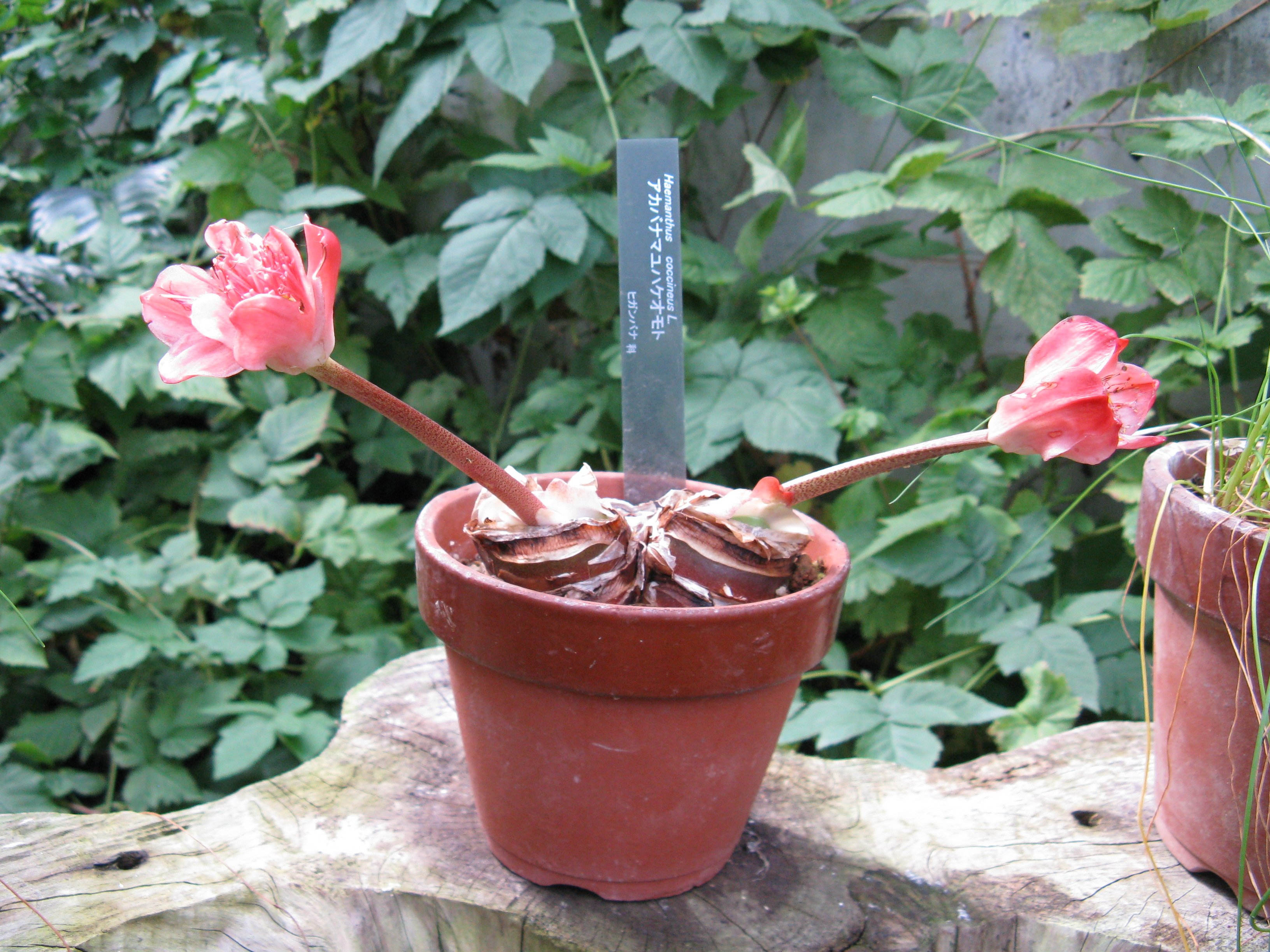
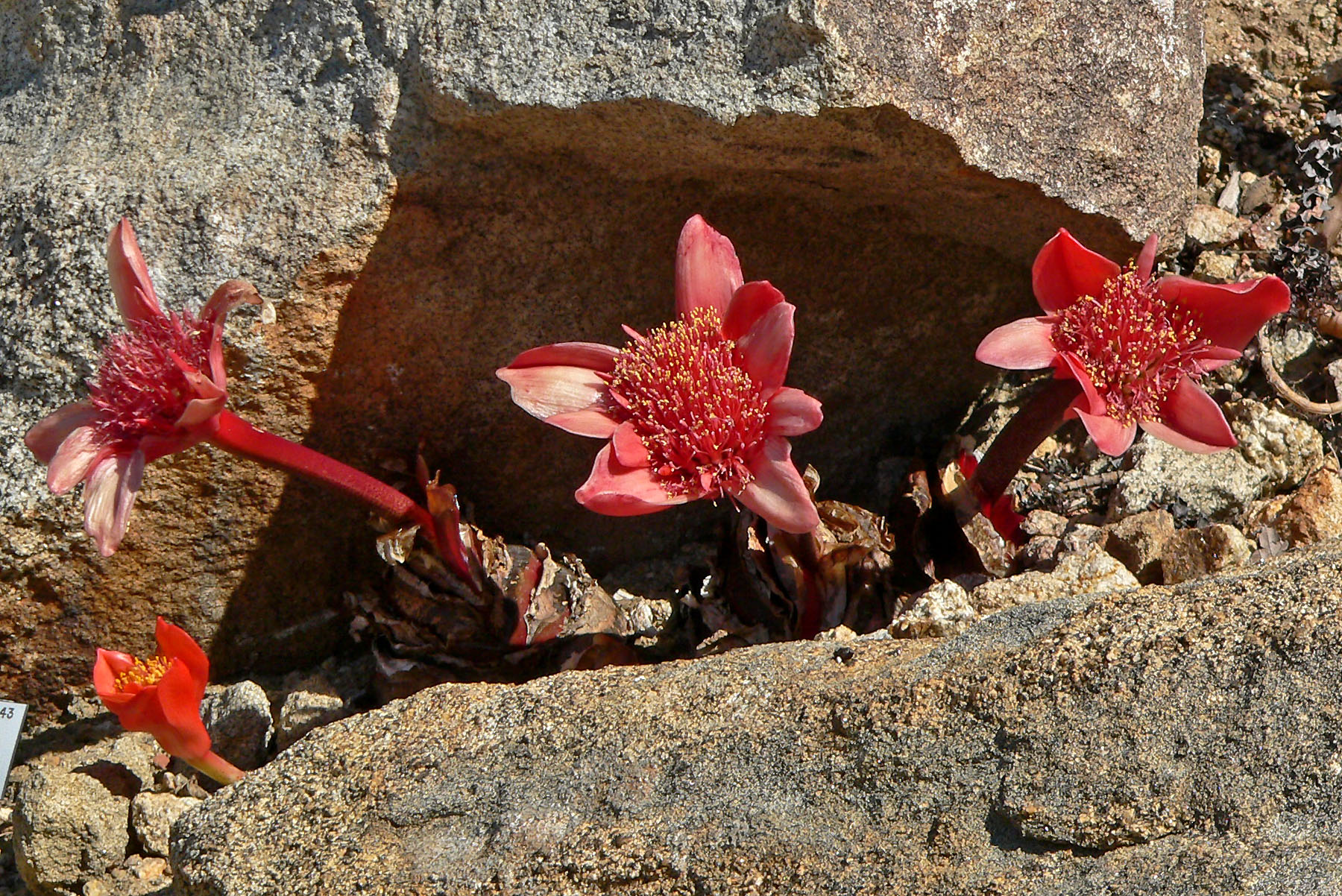
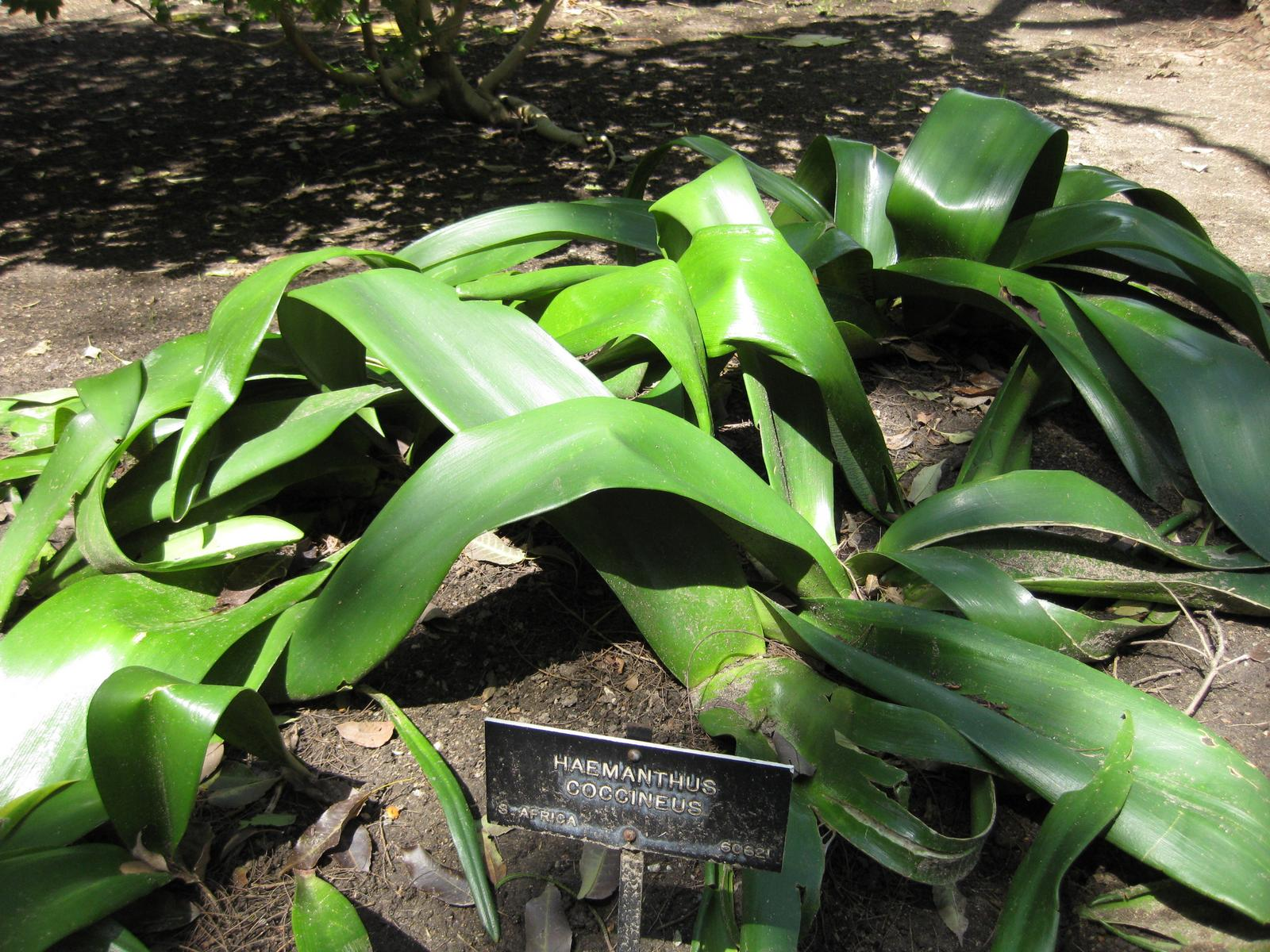

## Практичне використання
Вирощується як кімнатна рослина.